# Коломийченко, Иван Дмитриевич
Иван Дмитриевич Коломийченко (25 ноября 1914, Бахмач, Черниговская губерния, Российская империя — 1964) — командир 800-го стрелкового полка 143-й стрелковой дивизии 47-й армии 1-го Белорусского фронта. Полковник, Герой Советского Союза (6 апреля 1945).

## Биография
Родился в семье рабочего. Украинец. В 1935 году окончил техникум коммунистического просвещения в г. Нежин Черниговской области. Работал райуполномоченным по заготовкам в Черниговской области. Член КПСС с 1940 года. В Советской армии в 1936—1937, в апреле—ноябре 1939 и с января 1940 года. Окончил курсы младших лейтенантов при Киевском пехотном училище.
Участник Великой Отечественной войны с июня 1941 года.
В 1943 году окончил Военную Академию им. Фрунзе.
Командир 800 стрелкового полка (143 дивизия, 47 армия, 1-й Белорусский фронт) подполковник Коломийченко отличился в Висло-Одерской операции. 15 января 1945 года его полк прорвал долговременную оборону противника у населённого пункта Хотомув (Польша), в ночь на 16 января форсировал Вислу и занял плацдарм на левом берегу, чем способствовал преодолению водного рубежа частями дивизии.
Указом Президиума Верховного Совета СССР от 6 апреля 1945 года за мужество и героизм, проявленные при форсировании Вислы и удержании плацдарма на её западном берегу, подполковнику Ивану Дмитриевичу Коломийченко присвоено звание Героя Советского Союза с вручением ордена Ленина и медали «Золотая Звезда».
После войны продолжил службу в армии. В 1947 году — военком Мышковского района Барановической области, БССР.
С 1960 года полковник в отставке.
Умер в 1964 году. Похоронен на Машековском кладбище города Могилёва.

## Награды
- Медаль «Золотая Звезда» (№ 5709) — 6 апреля 1945 года;
- Орден Ленина — 6 апреля 1945 года;
- Три ордена Красного Знамени;
- Орден Отечественной войны I степени;
- Медали.

## Увековечивание памяти
- Его именем названа улица в городе Конотоп Сумской области.
- В городе Нежине на здании училища культуры и искусств имени Марии Заньковецкой установлена мемориальная доска.